# Kakinomoto no Hitomaro
Kakinomoto no Hitomaro (jap. 柿本人麻呂 Kakinomoto no Hitomaro; ur. ok. 660, zm. ok. 707-708) – poeta japoński, tworzący w okresie Asuka. Zaliczany do Trzydziestu Sześciu Mistrzów Poezji. W XI w. deifikowany i od tego czasu czczony jako bóg poezji. Niektóre jego utwory znalazły się w zbiorze Man’yōshū, powstałym około 759 roku. Znany także jako Hitomaru (jap. 人丸).

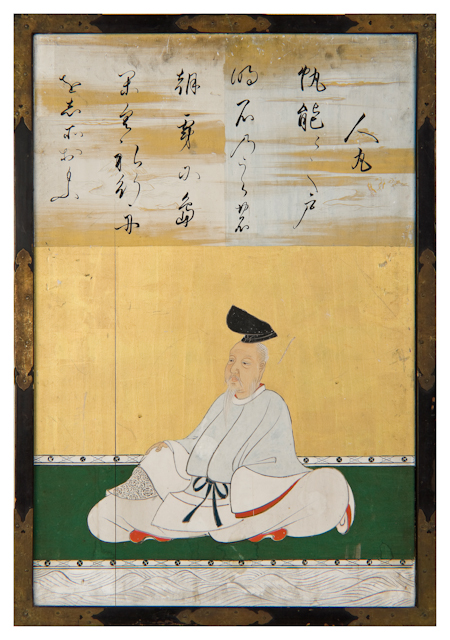
Tan’yū Kanō (1602-1674), Hitomaru, 1648

O życiu poety wiadomo niewiele. Mieszkał w Heian-kyō; prawdopodobnie pochodził z rodziny nadwornych recytatorów cesarskich. Jego pierwszy datowany wiersz pochodzi z roku 689. Nie wiadomo, jakie stanowisko zajmował na dworze. Według najbardziej prawdopodobnych teorii, mógł być urzędnikiem, nadwornym poetą lub wędrownym artystą. Służył cesarzom: Mommu i Temmu, jednak do największego znaczenia doszedł pod rządami cesarzowej-władczyni Jitō. Pod koniec życia objął urząd państwowy w prowincji Iwami (dziś prefektura Shimane), gdzie prawdopodobnie zmarł. Informacje o życiu osobistym poety pochodzą wyłącznie z Man’yōshū i świadczą o tym, że był dwukrotnie żonaty. 
Hitomaro prawdopodobnie nie należał do dworskiej elity i doszedł jedynie do niższych godności urzędniczych. Nic nie wiadomo o stanowisku, które zajmował na prowincji.
W Man’yōshū zostało zawartych 18 chōka oraz 67 tanka jego autorstwa. Istnieje również zbiór zwany Hitomaro-kashū (Zbiór pieśni Hitomaro), zawierający kilkaset wierszy przypisywanych Hitomaro. Autorstwo części z nich jest jednak niepewne. Jeden z wierszy Hitomaro wszedł do antologii Ogura hyakunin-isshu. Niektóre z przypisywanych mu utworów zostały zamieszczone w Kokin wakashū (w skrócie Kokinshū), cesarskiej antologii poezji okresu Heian, jednak ich autentyczność również jest kwestionowana. W swojej poezji odszedł od tradycji, tworząc utwory bardziej rozbudowane od dzieł poprzedników, pełne oryginalnych porównań i metafor.
Pojedyncze wiersze Hitomaro przetłumaczyli na język polski Wiesław Kotański oraz Krzysztof Olszewski.